# Laurent Lizotte
Pour les articles homonymes, voir Lizotte.
Laurent Lizotte M.D. (Saint-Éloi, 1er février 1922 - Québec, 26 mars 2011) est un homme politique québécois. Il a été député de la circonscription de Montmagny pour le Parti libéral de 1960 à 1962.